# Paul Dubreil

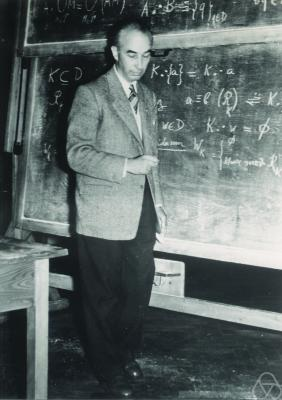
Paul Dubreil, 1954

Paul Dubreil (* 1. März 1904 in Le Mans; † 9. März 1994 in Soisy-sur-École bei Paris) war ein französischer Zahlentheoretiker.
Dubreil war der Sohn eines Mathematik-Gymnasiallehrers in Le Mans und studierte ab 1923 an der École normale supérieure (ENS) und der Sorbonne. Nachdem er im Wettbewerb für die Aggregation 1926 landesweit Erster wurde, wurde er Dozent an der ENS und promovierte 1930, hielt sich aber davor und danach meist mit einem Rockefeller-Stipendium versehen an der Universität Hamburg bei Emil Artin auf. Hier lernte er auch Emmy Noether kennen, der er auch nach Göttingen (wo er mit dem Noether-Schüler Bartel Leendert van der Waerden zusammenarbeitete) und Frankfurt folgte. Außerdem studierte er in Rom bei den führenden italienischen algebraischen Geometern Guido Castelnuovo, Federigo Enriques und Francesco Severi. Zurück in Frankreich ging er 1931 an die Universität Lille und 1933 an die Universität Nancy. 1946 ging er an die Sorbonne, wo er 1954 Professor für Zahlentheorie wurde.
Dubreil beschäftigte sich mit Algebra (Halbgruppen), algebraischer Geometrie und Zahlentheorie. Er hatte mit Charles Pisot ab den 1950er Jahren ein Seminar in Paris über Algebra und Zahlentheorie (ursprünglich von Albert Chatelet gegründet) und war auch in den 1940er Jahren kurze Zeit Mitglied von Nicolas Bourbaki.
Seit 1930 war er mit der Mathematikerin Marie-Louise Jacotin (1905–1972) verheiratet, mit der er auch mathematisch zusammenarbeitete (sie veröffentlichte unter Jacotin-Dubreil). 1958 war er Präsident der Société Mathématique de France. 1955 wurde er Mitglied der Ehrenlegion (Offizier).

## Schriften
- Contribution à la théorie des demi-groupes, Memoir Academie des Sciences, Bd. 63, 1941, Nr. 3
- Théorie des groupes; cours d’initiation, Paris, Dunod 1972
- Algèbre, Gauthier-Villars 1946, Vorwort Gaston Julia
- Algèbre et théorie des nombres, Paris, Faculté de Sciences, 1956
- mit M.L. Dubreil-Jacotin: Leçons d’algèbre moderne, Dunod 1961, englisch: Lectures on Modern Algebra, Edinburgh, Oliver and Boyd 1967